# Céaux-d'Allègre
Céaux-d'Allègre là một xã thuộc tỉnh Haute-Loire nam trung bộ nước Pháp. Xã Céaux-d'Allègre nằm ở khu vực có độ cao trung bình 900 mét trên mực nước biển.